# Ђорђе Глишић
Ђорђе С. Глишић (Београд, 2. јул 1887 — Буенос Аирес, 1954), генералштабни бригадни генерал.

## Биографија
Питомац 39. кл. Ниже школе ВА и Ратне школе у Паризу (1921–23). Преведен из инжињерије у генералштабну струку 1926.
На дужностима:од 17. XI 1913 водник у телеграфској чети. У ратовима 1912 - 1913: водник у Моравском пинирском полу-батаљону 11 поз. У рату 1914–1918: водник и к-дир у пионирском полубатаљону; ађутант Железничке кд-е; инструктор и официр за везу у руској брг. на Солунском фронту. Учествовао у операцијама за ослобађање Корушке 1919. После рата: ађутант у Штабу ИВ арм. обл; кдт Инжињеријске подофицирске школе; од 24. III 1926 у Одељењу за ваздухопловство МВМ; од 24. II 1927 в. д. шеф Оперативног одсека истог; од 24. III 1927 начелник Ђенералштабног од. кд-е ваздухопловства и шеф Оперативног одсека исте; од 9. IV 1928 в. д. начелника штаба кд-е Вардарске див. обл; шеф 1 секције обавештајног од. Гл. генералштаба; од 16. V 1931 шеф Етапног одсека Саобраћајног од. Гл. генералштаба; до 19. VII 1934. кдт 45. пп; од 19. VII 1934. помоћник начелника Генералштаба II арм. обл; од 16. XII 1935. војни изасланик у Паризу, истовремено Мадриду и Лондону; од 27. VIII 1937. војни изасланик у Белгији, поред редовне дужности; од 3. VI 1938. први помоћник руковаоца радова за утврђивање; од 29. I 1940. начелник штаба Приморске арм. обл. У АР начелник штаба Трупа приморске арм. обл. У италијанском заробљеништву до 1943, потом на разним дужностима по наредењу краљевске владе. После рата емигрирао у Аргентину где је и умро. Унапређен у чин: ппоручника 1910; капетана 1915; мајора 1920; пуковника 1929; брг. генерала 6. IX 1936.

## Породичне прилике
Од 1924. године ожењен гђицом Олгом кћерком Светислава Стајевића пуковника у пензији.